# Kopfsprung

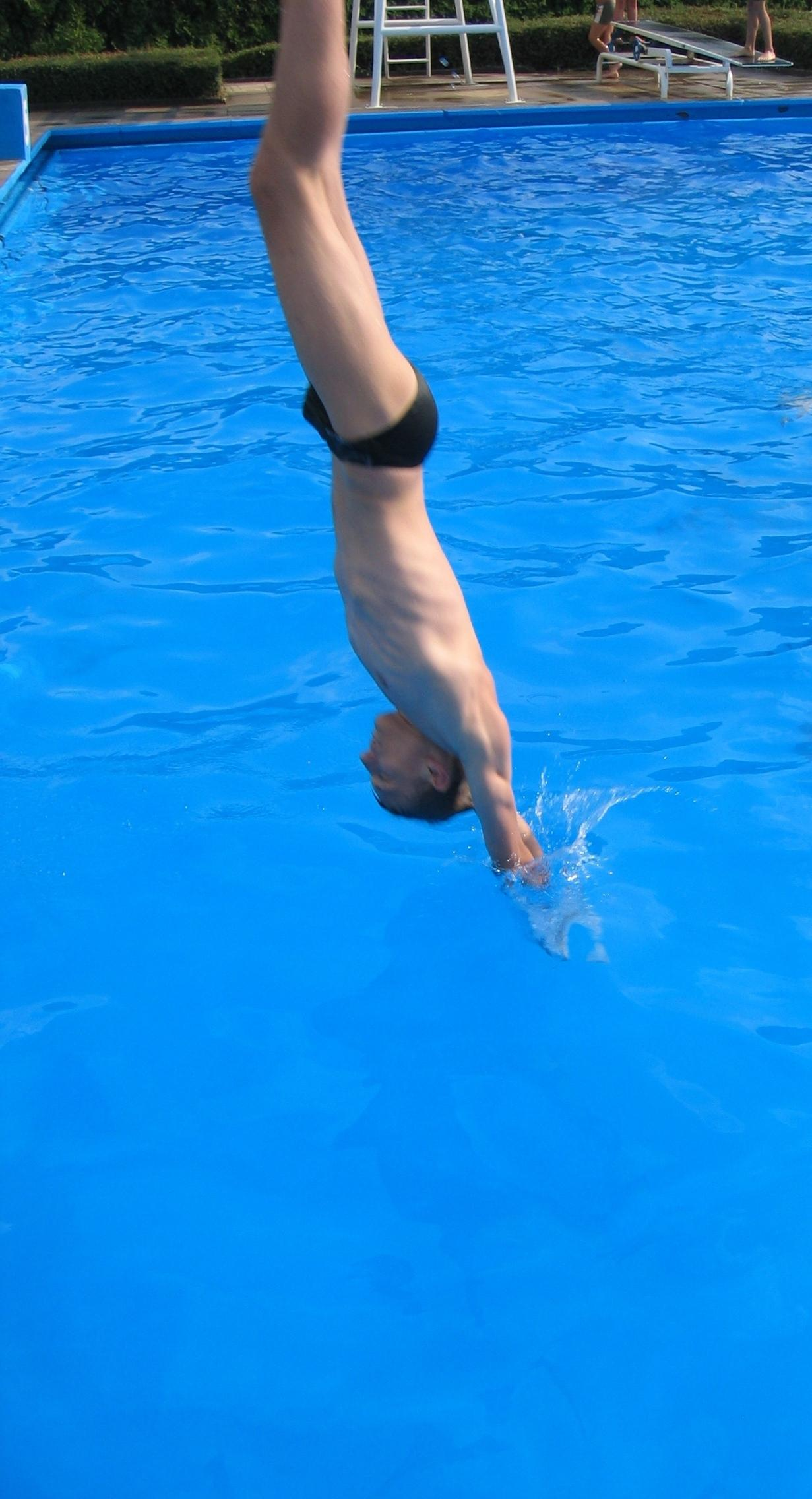
Kopfsprung eines Rettungsschwimmers

Kopfsprung von einer Klippe bei Porto Venere

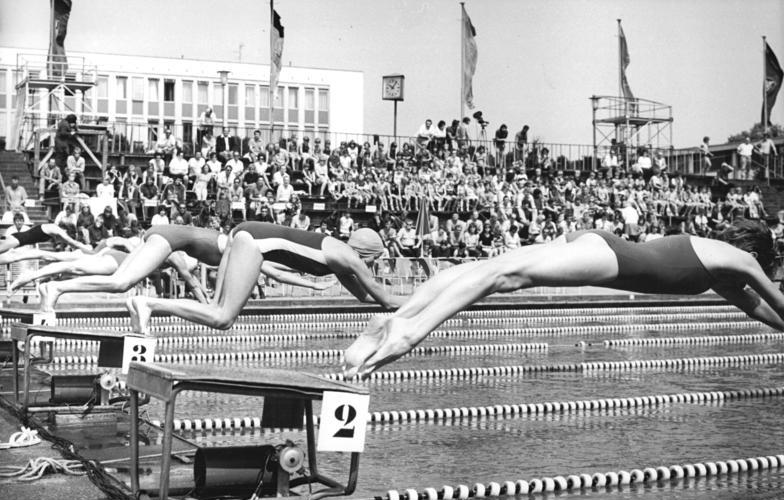
Kopfsprung als Startsprung beim Schwimmwettbewerb (1973)

Als Kopfsprung (in einigen Landstrichen auch Köpper, Köpfer, Köpfler oder Stecher, Hechter, Spicker genannt) wird ein Sprung ins Wasser bezeichnet, bei dem meist die Arme ausgestreckt über den Kopf gehalten werden und der Springer sodann kopfüber in das Gewässer eintaucht, wobei die Hände und Arme zuerst das Wasser berühren und verdrängen und der Kopf vor den Beinen ins Wasser taucht.

## Geschichte
Der Dichter Rabelais (1483–1543) ließ in seinem Roman Gargantua und Pantagruel seinen Protagonisten mit einem Kopfsprung in die Seine springen. Paula und Burghard von Reznicek schreiben in ihrem Benimmbuch von 1928: „Ein Kopfsprung ins Hallenbassin oder Freiluftbad verjüngt dich für den Abend …“ und bereits in Meyers Konversationslexikon von 1888 ist zu lesen: Von großer Bedeutung sind die Wassersprünge von dem Springbrett, Schwungbrett, der Schranke, dem Springturm, auch in Verbindung mit Turnübungen an über das Wasser ragenden Turngeräten, sowohl fuß- als kopfwärts (Kopfsprünge).
Kopfsprünge sind häufig Voraussetzung zum Erwerb bestimmter Schwimmabzeichen und für bestimmte Berufe (Schwimmmeister). Dabei ist es Zweck, möglichst weit ins Wasser zu springen, um für eventuelle Rettungsmaßnahmen bereits eine gewisse Strecke überbrückt zu haben. Für zahlreiche Schwimmwettbewerbe ist der Startsprung ebenfalls ein Kopfsprung. Allerdings ist dabei der Schwimmer bemüht, nicht allzu tief in das Becken einzutauchen, da dies zu viel Zeit kosten würde.

## Schwimmbad
In Schwimmbädern sind meist die Sprungbereiche in separate Becken ausgelagert und müssen eine gewisse Tiefe zumindest unter dem Sprungturm aufweisen. Ab drei Metern Höhe sollte ein Kopfsprung grundsätzlich mit durchgestreckten Armen und Beinen (die ausgestreckten Arme liegen fest an den Ohren an, die Handflächen sind über Kreuz verdreht) erfolgen. Da der Körper dann eine Linie bildet, wird die Gefahr des seitlichen Abkippens und des Überdrehens praktisch ausgeschlossen. Die Körperspannung sollte so lange erhalten bleiben, bis der komplette Körper ins Wasser eingetaucht ist. Erst dann aufmachen und an die Wasseroberfläche in sanftem Winkel zurückkehren. Als Startsprung, der in der Regel kopfwärts ausgeführt wird, bezeichnet man im Schwimmsport den Sprung von einem Startblock in das Wettkampfbecken.

## Varianten
Der sogenannte Kopfweitsprung, Seemannskopfsprung, Seemannsköpper oder auch Indianerköpper ist ein Sprung kopfüber mit am Körper angelegten Armen. Die Bezeichnung rührt einmal von der auf Gemälden und in Filmen gezeigten Haltung eines Kapitäns, der als letzter das sinkende Schiff mit einem Soldatengruß verlässt, zum anderen im Falle des Indianerkopfsprungs von einem mit gefesselten Händen ins Wasser springenden Flüchtenden.
Dieser Kopfweitsprung ist eine frühere olympische Disziplin. Sie war nur im Jahr 1904 olympisch. Bei diesem Sprung wird ohne Schwimmbewegungen möglichst weit getaucht. Wenn der Kopf oder ein anderer Körperteil die Wasseroberfläche durchbrach, wurde diese Stelle als Weite gewertet. Der olympische Rekord im Kopfweitsprung liegt bei 19,05 m und wurde von dem US-Amerikaner W. E. Dickey aufgestellt.

## Gefahren

Verbotszeichen nach ISO 7010

Immer wieder wird in Schwimmkursen und von den Rettungsorganisationen auf die Gefährlichkeit der Kopfsprünge hingewiesen. Danach soll man niemals Kopfsprünge in unbekannte Gewässer ausführen. Eine zu geringe Wassertiefe führt im günstigen Fall zu einem Steckenbleiben im Schlamm; ein Aufprall auf den Grund oder dicht unter der Oberfläche liegende, nicht sichtbare Hindernisse kann schwere Verletzungen nach sich ziehen (siehe Tetraplegie). Dabei sind Kopfsprünge die häufigste Ursache für Querschnittslähmungen. Außerdem sind jährlich auch Todesfälle durch Genickbruch zu verzeichnen.
Meist junge Männer zwischen 16 und 25 Jahren verunglücken, weil sie mit dem Kopf voran ins Wasser sprangen, ohne auf die Tiefe zu achten oder das Gewässer zu kennen. Dabei ist in 40 Prozent der Fälle Alkohol im Spiel.
Kopfsprünge aus großer Höhe (10 Meter und mehr) sind gefährlich für Halswirbelsäule, Arme und Schultergürtel und erfordern entsprechendes Training. Sprünge aus über 20 Meter sind extrem gefährlich.